# Литвак, Светлана Анатольевна
Светла́на Анато́льевна Литва́к (род. 14 мая 1959, Ковров, Владимирская область) — российская писательница, поэтесса, художница, акционистка, член Союза писателей Москвы (1996).

## Биография
Окончила Ивановское художественное училище. В 80-х посещала литературную студию Кирилла Ковальджи, была членом клуба «Поэзия».
Публиковалась в журналах «Знамя», «Арион», в антологиях «Самиздат века», «Современная литература народов России», «Антология русского палиндрома» и других. Автор трёх поэтических и двух прозаических книг. Стихи также вошли в многочисленные объекты бук-арта. В 2014 году вошла в поэтическую группу ДООС.
Вместе с Николаем Байтовым в 1994 создала акционную программу «Клуб литературного перформанса». С 2001 издаёт литературно-художественный журнал при музее «Зверевский центр современного искусства».
В 2002 году сняла документальный фильм «Дитя поэт» о жизни московских литераторов.
Творчество Светы Литвак отличает очень широкий диапазон стилей, языков, способов письма — от русского фольклора до футуризма, зауми, комбинаторной и визуальной поэзии. Однако вместе с использованием этих практик всюду происходит их критическое переосмысление и изменение. Ряд экспериментов с выразительными средствами лирики приводит поэзию и прозу Литвак в некоторых образцах к совершенно новому лирическому звучанию, лишённому почти всех языковых условностей — и в этом смысле эпатажному. Кроме того, ряд скандальных выступлений и перформансов придали фигуре Литвак в московской художественной жизни устойчивые трикстерные черты.

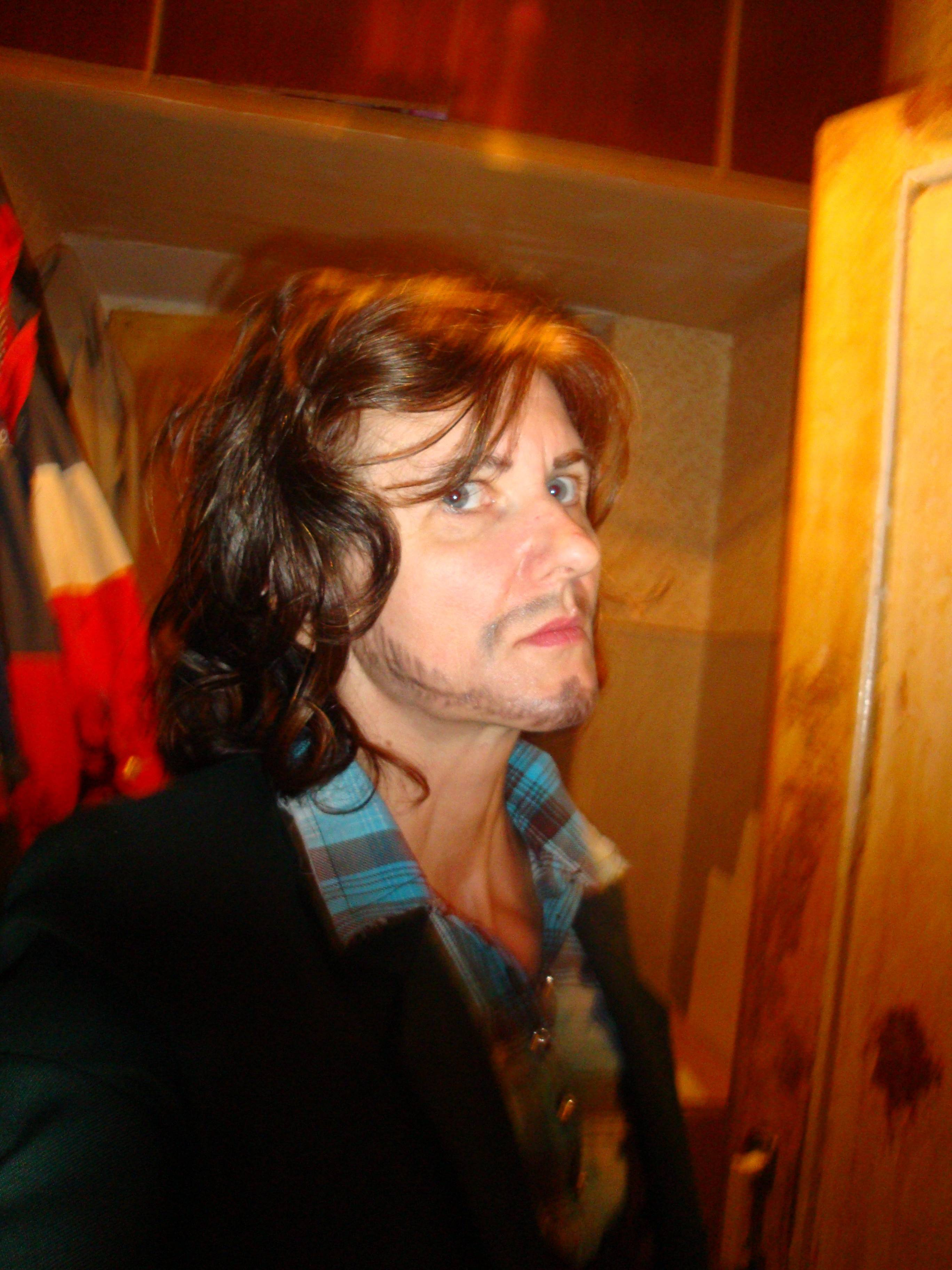
Света Литвак в образе Игоря Литвака на поэтическом вечере «ИГОРИ-2» (цикл Крымского клуба «Феноменология имени»). Клуб «Проект О.Г.И.», 19 октября 2009 года.

## Награды и премии
- Финалист премии «Поэт года» (2012)[3]
- Лауреат премии журнала «Дети Ра» (2016)
- Международная отметина имени отца русского футуризма Давида Бурлюка[4]
- Лауреат литературной премии Константина Кедрова  Президентского фонда культурных инициатив (2024)[5]

## Публикации

### Книги
- Разноцветные проказники: Стихи. — М., 1992.
- Песни ученика: Стихи. — М.: «Издательская квартира Андрея Белашкина», 1994.
- Моё путешествие на Восток: Книга прозы с рисунками автора. — М., 1998.
- Это — любовь: Книга эротической прозы и поэзии. — М., 2002.
- Книга называется: Стихи. — М., 2007.
- Безнравственные коллизии и аморальные пассажи. — Альманах Майские чтения, Литературное агентство В. Смирнова, Тольятти, 2009.
- Один цветок: стихи. — Поэтическая серия «32 полосы», «Нюанс»,Таганрог, 2010.
- Агынстр: стихи. — Вест-Консалтинг, Москва, 2020.
- Опыт вечного безделья, М.: ЛИЧНЫЙ ВЗГЛЯД (Московский союз литераторов), 2021.

### Бук-арт
- В нашем садике укромном…: Стихи, рисунки автора. — Сделано Светой Литвак, 1997, 2 экз.
- Календарь 1999 «Света Литвак и …» — Сделано Светой Литвак, 12 экз.
- Источник СВЕТа. — Сделано Александром Бабулевичем, 1экз.
- Жаркие дни в Плёсе: Проза, рисунки автора. — Сделано Светой Литвак, 2001.
- Редимэйды и ассамбляжи. (Совместно с Николаем Байтовым). — Сделано Николаем Байтовым.
- Избранное. — Сделано Александром Бабулевичем.
- За шахматной доской: Стихи. — Сделано Николаем Байтовым.
- Околоцветник: Стихи. — Сделано Николаем Байтовым.
- Опасный трюк: Стихи. Сделано Николаем Байтовым.
- Тело тьмы. — М., Изд-во Виктора Гоппе, 2006, 10 экз.
- Соловки. — М., Изд-во Виктора Гоппе, 2007, 15 экз.
- УЧАСТОК ЗАУМ / СЛОВАСФАЛЬТ: Набор открыток. — Сделано Светой Литвак., 2007, 13 экз.

### Стихи в интернете и в периодических изданиях
- Света Литвак на сайте «Неофициальная поэзия»
- Света Литвак в «Журнальном зале»
- Стихи в журнале «Футурум АРТ»
- 45 параллель

### Переводы
- Штефан Георге

### Визуальная поэзия
- Журнал «Черновик»
- Журнал «Зарубежные задворки»

### Мемуарная проза
- Клуб «ПОЭЗИЯ»: Часть 1, Часть 2, Часть 3

### Статьи
- Ирина Саморукова Концептуалистская стратегия заглавия.
- Владислав Кулаков Ветка Листва.
- Александра Смирнова Нежная агрессия революции.
- Леонид Костюков О книге Светы Литвак «Книга называется»
- Леонид Костюков Хорошо обособленные цветки.
- Мурашов А. Н., к.ф.н., МГУ. Анализ сонета Светы Литвак «мы расстанемся как пара сухофруктов» (недоступная ссылка)
- Александр Карпенко «Изнуряя дух и плоть…». Рецензия на книгу Светы Литвак "Агынстр"

### Интервью
- Драконы и кошечки Светы Литвак. Часть 1
- Драконы и кошечки Светы Литвак. Часть 2
- Интервью журналу «Ex libris»

### Персональные выставки
- Коллажи. — Клуб «Скарабей», 1995
- Целующий смерть: Графика. — Музей «Зверевский центр современного искусства», 1999.
- Пусть интимное станет всемирным: Живопись. — Музей «Зверевский центр современного искусства», 2001.
- Автопортрет в пейзаже. — Музей «Зверевский центр современного искусства», 2005.

### Цветная графика
- На сайте «Полутона»

### Фото
- На сайте «Лица русской литературы»
- Перформанс «Торт»
- Картины
- Картины
- Зубные щётки (пастель, простой карандаш) (недоступная ссылка)

### Видео
- Фильм «Русский мальчик бегает»
- Фильм «Нестор и Света»
- Фильм «ЧАС АМИНЕС»
- https://www.youtube.com/watch?v=iM1rY7QWa_g
- https://www.youtube.com/watch?v=46hl8AMDV5g&t=11s